# 王恭行
王恭行， 1908年—1999年，英文Gung-Hsing Wang，南京国民政府外交官，美国政治人物。

## 生平
祖籍浙江奉化县，1908年生于宁波，是外交家王正廷的的堂侄子，出生在基督教家庭，清末著名牧师王际唐之孙。1918年随家父迁居浙江杭州。1920年，入读杭州蕙兰中学，今为杭州市第二中学前身，此中学为美国基督教浸礼会创办。中学时结识崔存璘，成为终生挚友，崔日后亦成为著名外交家。1923年与崔一同在杭州创办“义学”。
考入上海沪江大学故而迁居上海。在文法等科很有专长，1928年在沪江大学刘湛恩极力推荐下，入南京国民政府外交部工作，服膺外交条款和辞令，成为秘书处秘书。时中华民国外交部人才短缺严重，王继而推荐崔存璘入外交部工作。崔亦擅长英文词法，得准，不久外派中国驻外使馆。
1937年，王恭行任中华民国住美国芝加哥领事馆副领事。1938年，升任外交部驻美国南部新奥尔良领事馆总领事。王在新奥尔良市一驻十二年。1946年、47年，代表中国参加纽约联合国成立大会。1948年，任联合国朝鲜半岛临时事务委员会委员，参与筹建韩国立国。
1950年，王辞去外交职务，入杜兰大学攻读历史学硕士。1952年迁居芝加哥。1953年，归化为美国公民。自此投身美国公民运动，成为美国政治人物。1952年至1958年，任美华公民协会行政主任。1965年，任芝加哥市房屋统筹协会副总监。1969年，获芝加哥市长委任为芝加哥城市规划及房屋与环境统筹经理。1972年，在芝加哥创办社区互助会。
1999年在芝加哥逝世，享寿九十二岁。其后人将其生前珍贵档案捐赠奉化市档案馆。

## 荣誉
- 2004年，美国芝加哥“王恭行街”『G.H.Wang ST』以其名字命名[4]
- 1989年，获颁芝加哥洛約拉大學荣誉博士学位[2]

## 家庭
- 女儿王玉荃（Nancy Wang），美国知名表演家[5]

## 相关人物
- 崔存璘，王的世交。崔逝世后，王著有《崔存璘纪念集》。